# نظم أرضية
النظم الأرضية هو مصطلح يتم تعريفه بأنه المناطق أو الأقاليم ذات الأنماط المتكررة من حيث أجزاء مكوناتها، من الناحية الجغرافية والجيولوجية والبيئية.
ويتم النظر إلى النظم الأرضية من حيث كونها:-
- اليابسة
- الجيولوجيا الباطنية أو الكامنة
- الحياة النباتية

كما يمكن أن تحتوي الأراضي على مكونات أخرى متكررة عبر المناظر الطبيعية الإقليمية.
ويتم استخدام تلك النظم على نطاق واسع في الدراسات الاستقصائية المتعلقة بالتخطيط لاستخدام الأراضي وإدارة الأراضي في أستراليا 